# 41 Ophiuchi
41 Ophiuchi, som är stjärnans Flamsteed-beteckning, är en dubbelstjärna i den mellersta delen av stjärnbilden Ormbäraren. Den har en kombinerad skenbar magnitud på ca 4,72 och är svagt synlig för blotta ögat där ljusföroreningar ej förekommer. Baserat på parallax enligt Gaia Data Release 2 på ca 16,2 mas, beräknas den befinna sig på ett avstånd på ca 202 ljusår (ca 62 parsek) från solen.

## Egenskaper
Primärstjärnan 41 Ophiuchi A är en orange till gul jättestjärna av spektralklass K2 III, och ingår i röda klumpen, som betyder att den befinner sig på den horisontella jättegrenen och genererar energi genom termonukleär fusion av helium i dess kärna. Den har en massa som är ca 1,5 solmassor, en radie som är ca 12 solradier och utsänder ca 60 gånger mera energi än solen från dess fotosfär vid en effektiv temperatur på ca 4 500 K.
41 Ophiuchi är en visuell dubbelstjärna med en omloppsperiod på 141 år och en excentricitet på 0,866. Följeslagaren, 41 Ophiuchi B, har en skenbar magnitud av 7,51 och en vinkelseparation av 0,70 bågsekunder från primärstjärnan vid en positionsvinkel på 22°, år 2017.